# Ante Katalinić
Ante Katalinić (i Italien kendt som Antonio Cattalinich) (født 11. februar 1895 i Zadar, død 31. oktober 1981) var en kroatisk roer, bror til Šimun og Frane Katalinić.
Katalinić deltog ved OL 1924 i Paris, hvor han repræsenterede Italien, som hans hjemby Zadar på daværende tidspunkt hørte under, i otteren. De vandt deres indledende heat, hvorpå de i finalen kom på en tredjeplads slået af USA og Canada, der vandt henholdsvis guld og sølv. De øvrige medlemmer af den italienske båd var hans brødre Frane og Šimun Katalinić, samt Carlo Toniatti, Bruno Sorić, Giuseppe Crivelli, Petar Ivanov, Latino Galasso og styrmand Viktor Ljubić.
Katalinić vandt desuden en EM-sølvmedalje i otter ved EM 1922 i Barcelona.

## OL-medaljer
- 1924:  Bronze i otter